# Entraînement à l'intégration auditive
L′entraînement à l'intégration auditive (en anglais « Auditory integration training », AIT), est une méthode inventée en France par Guy Bérard, en tant que méthode de soin des dépressions cliniques et des tendances suicidaires. Il promeut aussi cette approche pour soigner la dyslexie et l'autisme, bien qu'il existe très peu de preuves empiriques pour soutenir cette assertion,. L'entraînement à l'intégration auditive s'effectue typiquement en 20 séances d'écoute de musique filtrée et modulée d'une demi-heure sur 10 jours. Cette méthode a été promue au début des années 1990 en tant que traitement de l'autisme et de méthode de soin du TDAH, de la dépression, et de plusieurs autres troubles. L'AIT ne répond pas aux critères scientifiques d'efficacité qui justifieraient de l'employer en tant que traitement,,,.